# Линдеберг, Александр Магнусович
Александр Магнусович Линдеберг (швед. Aleksander Lindeberg; 12 мая 1917, Ростов-на-Дону, Российская империя — 8 декабря 2015, Хельсинки, Финляндия) — финский художник, рекламный график, иллюстратор.

## Биография
Родился 12 мая 1917 года в Ростове-на-Дону в семье финского военного врача и русской подданной. Семейство уехало из охваченной гражданской войной России сначала в Швецию, затем в Германию, а потом — в Эстонию.
В конце 1932 года семья обосновалась в Выборге, где мальчик окончил Выборгский русский реальный лицей и два года успел проучиться в Художественной школе Атенеум, а также в Таллине. Родной язык Линдеберга был русский, а также шведский, а в более позднее время он познакомился и с финским, в Выборге. Во время войны он был графиком, работал иллюстратором для компании WSOY. Однофамильцем художника  был Александр Сергеевич Линдеберг (12 октября 1914 – 22 сентября 2003, Санкт-Петербург) - советский и российский художник анималистического жанра, график, иллюстратор сказок, учебной литературы. В связи с таким удивительным совпадением (а оба художника даже жили примерно в одно и то же время) сын русского художника Линдеберга, Сергей, рассказывал о курьезном случае, связанном с его отцом. Не зная о таком совпадении, примерно в 1970-1980-е годы с «советским» Александром Линдебергом связалась финская сторона с вопросом о том, почему в русских изданиях публикуются работы художника без соответствующего согласования.
На графических листах военного Выборга (1941) Линдеберг изображает разрушенный Замковый (Крепостной) мост, Рыночную площадь и Крытый рынок с разрушенный крышей, Часовую башню, на которую, спиной к зрителю, с опущенной вниз винтовкой смотрит солдат. Также, художник автор выразительных, драматичных графических листов «Руины Выборга» (1941), «Идут по Выборгу» (1941).
В годы советско-финской войны служил военным художником в информационных частях Оборонительных сил Финляндии.
Скончался 8 декабря 2015 года в Хельсинки.

## Творчество
После окончания Второй мировой войны занимался рекламной графикой, а среди его известных графических работ — рекламные плакаты фирмы Fazer. Интересовался творчеством Ивана Билибина, что отразилось на композиции его работ.
В 1960-х составил и проиллюстрировал сборник русских народных сказок (вышла на английском языке, а финская версия увидела свет лишь в 2008 году), а также повесть Н. В. Гоголя «Нос» и другие произведения писателя. Среди работ художника есть иллюстрации к отдельным сюжетам из «Войны и мира» Л. Н. Толстого и «Обломова» Гончарова, а также серия рисунков к «Гулагу» А. И. Солженицына. Эти работы не были опубликованы.
Особой популярностью стали пользоваться иллюстрации художника к сказке «Юрьё Кокко Песси и Иллюзия» (1963).

### Работы
иллюстрации
- Nikolai Gogol: Nenä. (2007)
- Rudyard Kipling: Rikki-Tikki-Tavi. (2006)
- Iloiset aapiskuvat. 1965, uusi p. 2007.
- Martti Haavio, Kalevalan tarinoita. 1964.
- Yrjö Kokko: Pessi ja Illusia.
- Venäläisiä kansansatuja. Koonnut ja kuvittanut Aleksander Lindeberg. Suomenkielinen teksti: Irina Lindeberg. Helsinki: WSOY, 2008. ISBN 978-951-0-34171-1.
- Haavio, Martti & Lindeberg, Aleksander: Kalevalan tarinat. Suorasanaisesti kertonut Martti Haavio. Kuvittanut Aleksander Lindeberg. Helsinki: WSOY, 1966 (15. painos 2007). ISBN 978-951-0-36714-8.

## Семья
- Отец — Магнус Линдеберг, финский военный врач шведского происхождения.
- Мать — Валентина Линдеберг (в девичестве Пархомова).
- Жена — Татьяна Линдеберг (в девичестве Пронина).
  - Дочь — Ирина Линдеберг, переводчик и заслуженный гид.
  - Дочь — Екатерина Никкиля (урож. Линдеберг), преподаватель русского языка, лексикограф.
    - Внук — Антон Никкиля, композитор, музыкант, переводчик.

## Награды
- Премия Рудольфа Койву (1964, за художественное оформление «Весёлой азбуки»)
- Премия Рудольфа Койву (1966, за художественное оформление сказок братьев Гримм)
- Премия Kieku (2005, за значительный вклад в искусство иллюстрации)